# Apatura subalbata
Apatura subalbata är en fjärilsart som beskrevs av Cabeau 1913. Apatura subalbata ingår i släktet Apatura och familjen praktfjärilar. Inga underarter finns listade i Catalogue of Life.